# Skała z Krzyżem (Nielepice)

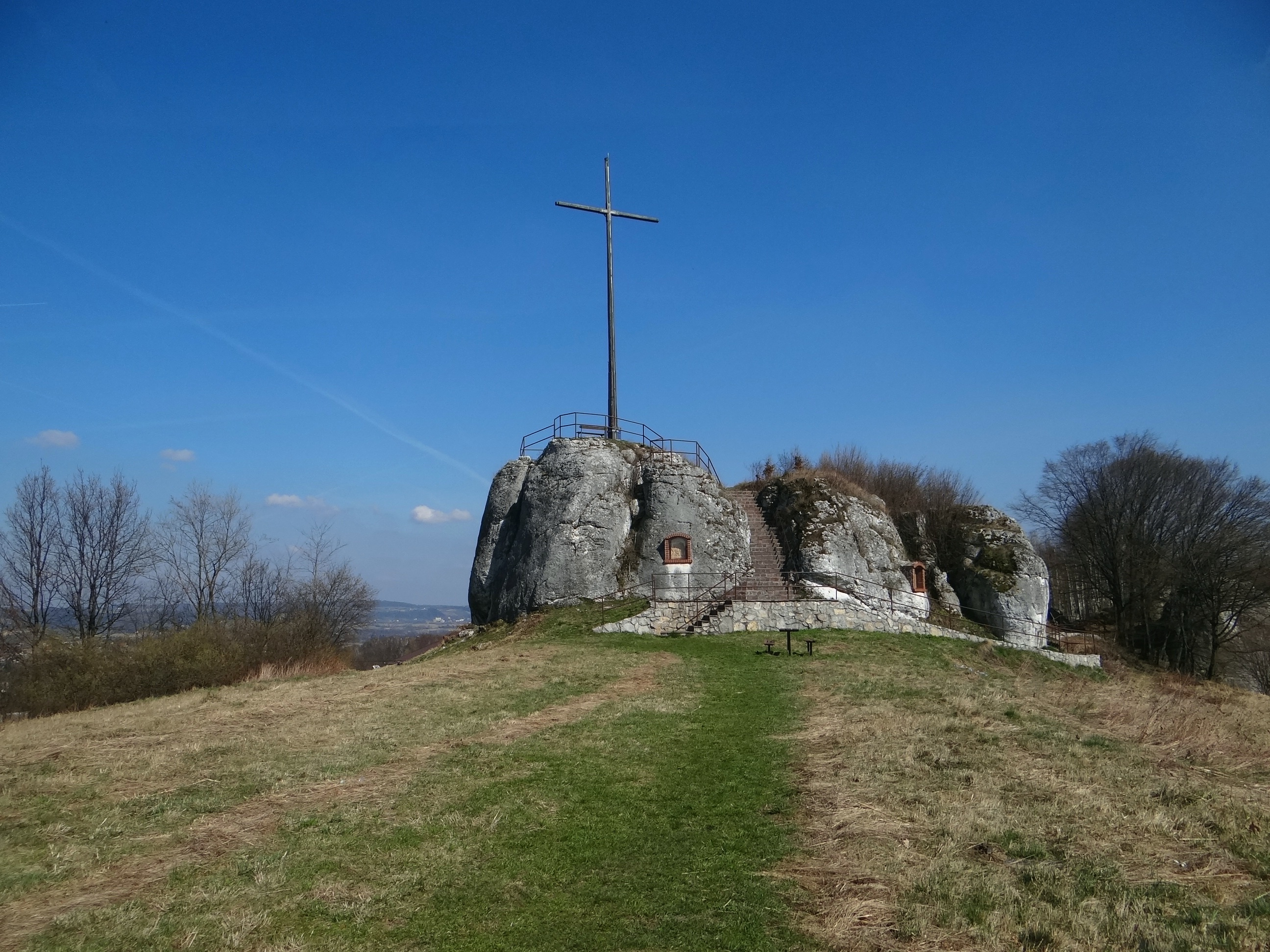
Skała z Krzyżem

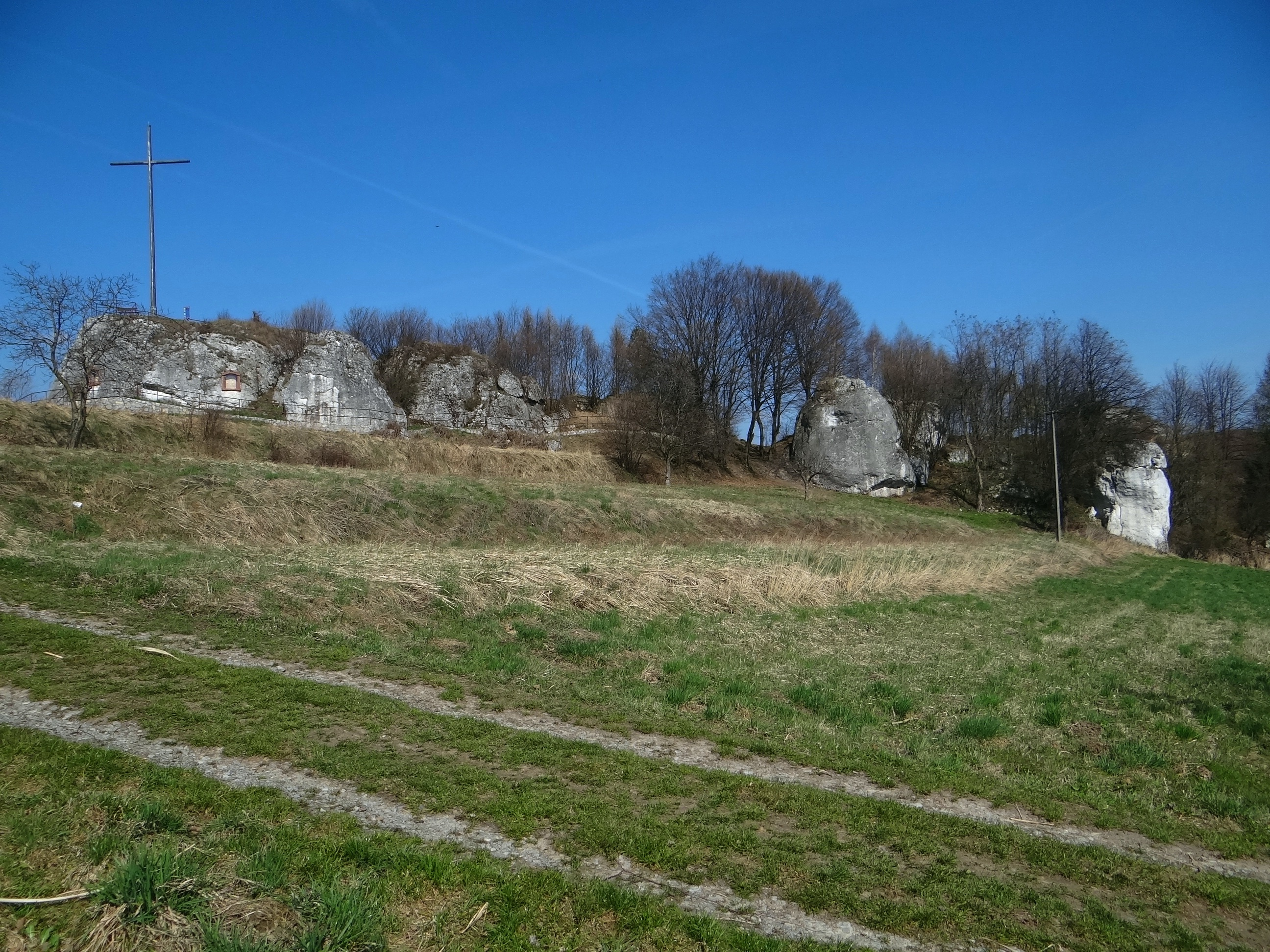
Nielepickie Skały

Skała z Krzyżem – jedna z Nielepickich Skał na grzbiecie wzgórza Dymniok w miejscowości Nielepice w województwie małopolskim, w powiecie krakowskim, w gminie Zabierzów. Znajduje się w mezoregionie Garb Tenczyński na Wyżynie Krakowsko-Częstochowskiej. Jest najwyższą z grupy 4 skał (pozostałe to Pośredniok, Dymniok Szary i Dymniok Biały.
Nazwa skały pochodzi od tego, że na jej szczycie stoi krzyż. Pierwszy krzyż zamontowali parafianie Nielepic w 1874 r. W 1901 r. zastąpił go krzyż ufundowany przez hrabiów Potockich z Krzeszowic. W 1913 zniszczył go piorun. Do odbudowy krzyża wzywał ks. Józef Łobczowski. Odbudowała go własnym kosztem hrabina Krystyna Potocka. Wytrzymał do 1970 r., kiedy to zniszczyła go wichura i burza. Z inicjatywy mieszkańców Nielepic niezwłocznie zakupiono krzyż, a sami mieszkańcy wykonali dwumetrowej głębokości otwór w skale i osadzili w nim krzyż. Na jego ramionach zawiesili sylwetkę Chrystusa. Poświęcono go 25 kwietnia 1971 r. i od tego czasu krzyż stał się miejscem pielgrzymek. Mieszkańcy Nielepic idą z procesją do krzyża m.in. w dniu 3 maja i w Wielki Piątek na zakończenie drogi krzyżowej. Drewniany krzyż z czasem zaczął jednak niszczeć i mógł ulec zawaleniu. W 2010 r. osadzono nowy krzyż o wysokości 15,6 m i rozpiętości ramion 6 m. Wykonano solidne schody umożliwiające łatwe i bezpieczne wejście na skałę, a u jej podstawy we wnęce ostatnią stację drogi krzyżowej.   
Pionowe ściany skały są celem wspinaczy skalnych. Wytyczyli oni na niej 10 dróg wspinaczkowych. Obok nazwy drogi podano stopień trudności i asekurację; r – ringi, rz – ringi zjazdowe):
- Dziecięca krucjata VI.1+ (3r + rz);
- Plantacja porzeczek VI.3+ (3r + rz);
- Bździochy 1410 VI.4 (3r + rz);
- Calatrava VI.4+ (4r + rz);
- Krak des Chevaliers VI.5 (4r + rz);
- Królestwo niebieskie VI.2+ (4r + rz);
- No to po malborku VI+ (3r + rz)
- Wallenrod VI- (3r + rz);
- Komtur VI (3r + rz);
- Przez żmiję VI/VI+

Skała ma wysokość 6–8 m. Z płaskiego szczytu skały rozciąga się szeroka panorama widokowa na Wyżynę Olkuską, Garb Tenczyński i Rów Krzeszowicki.

## Szlaki turystyczne
Szlak spacerowo – edukacyjny wokół Nielepic: Nielepice, centrum – okopy z 1944 r. – kamieniołom wapienia Nielepice – Bukowa GóraDębowa Góra – Jaskinia przy Kamyku (Jaskinia Pańskie Kąty) – Pajoki – Nielepickie Skały – Nielepice. Jest to zamknięta pętla o długości około 8 km